# Чарлз Персі Сноу
Чарлз Персі Сноу (англ. Charles Percy Snow, Baron Snow; 15 жовтня 1905, Лестер — 1 липня 1980) — англійський письменник-реаліст, фізик, хімік і державний діяч. Лицар-бакалавр, командор ордена Британської імперії.

## Біографія
Сноу отримав освіту в Коледжі Лестершира і Ратленд у рідному Лестері, після чого закінчив Кембриджський університет, де з 1930 року, отримавши в 25 років ступінь доктора філософії (за роботи по спектроскопії), викладав в Коледжі Христа.
Сноу займав різноманітні посади в урядах Великої Британії, переважно лейбористських. Так, в 1940—1944 роках він був технічним директором міністерства праці, в 1945—1960 — комісаром цивільної служби, в 1964—1966 — парламентським секретарем міністерства технології лейбористського кабінету Гарольда Вільсона.
У 1957 році Сноу був зведений у лицарі-бакалаври, а в 1964 році йому надали баронський статус, він став довічним пером без права передачі звання у спадщину. З 1950 року був одружений з письменницею Памелою Хенсфорд Джонсон і мав сина Філіпа (нар. 1952).
У 1961—1964 роках Сноу займав виборну посаду ректора Університету Сент-Ендрюса.

## Переклади творів українською мовою
- Чарлз П. Сноу. Пора сподівань, роман / перекл. Михайла Тупайла та Дмитра Стельмаха; післям. Наталі Жлуктенко; художн. Євген Сендзюк — К. : Дніпро, 1987 — 376 с.